# Arthur Conan Doyle

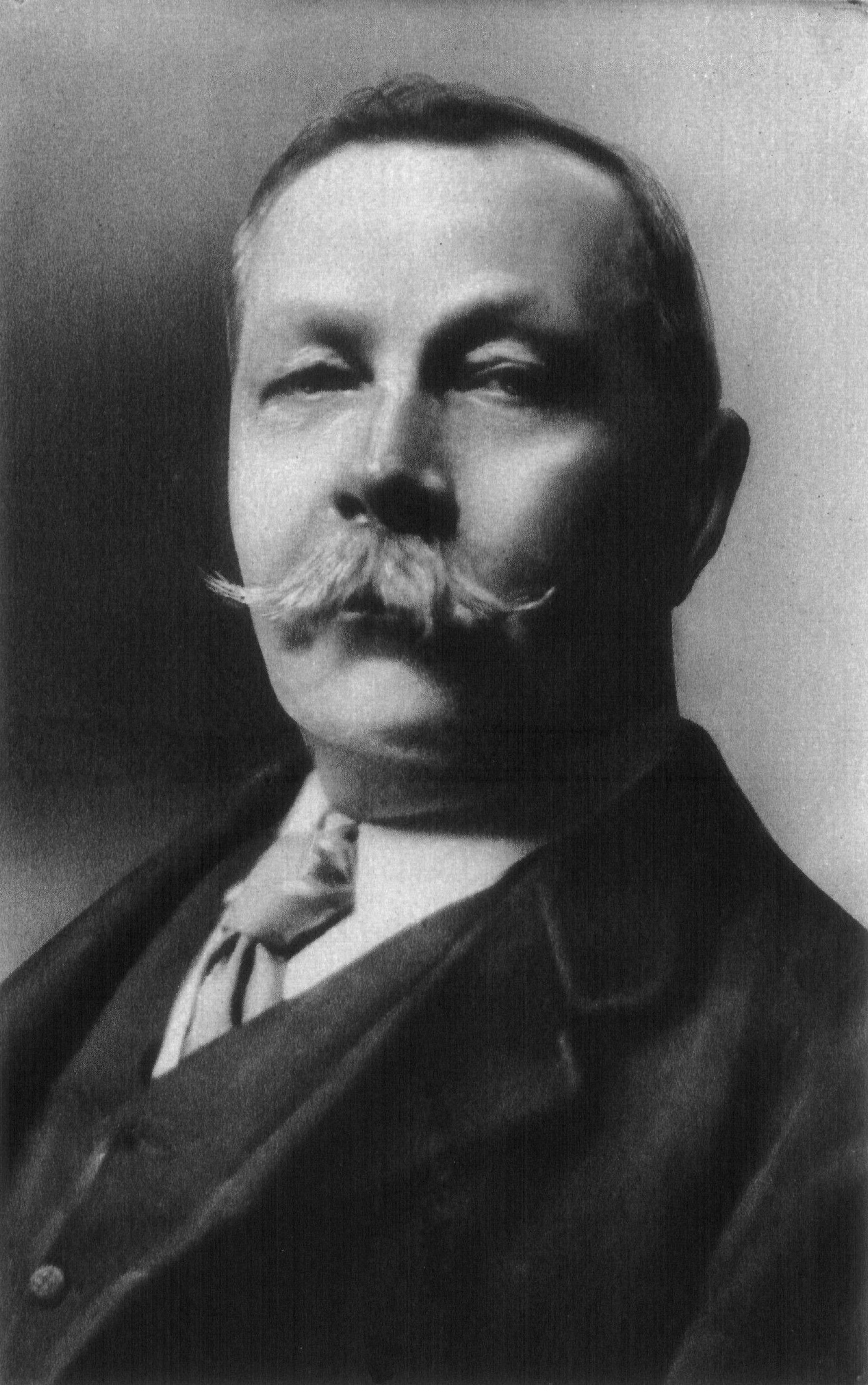
Arthur Conan Doyle

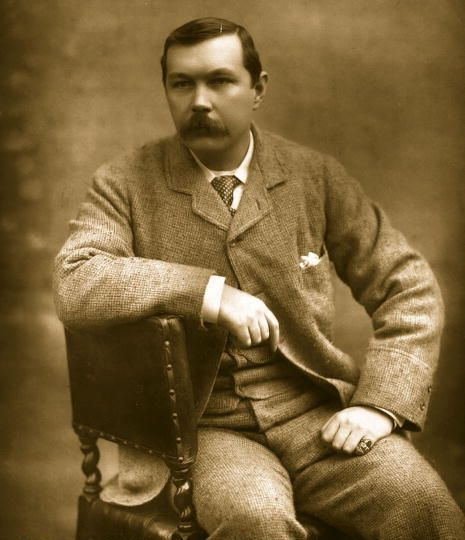
Arthur Conan Doyle 1890

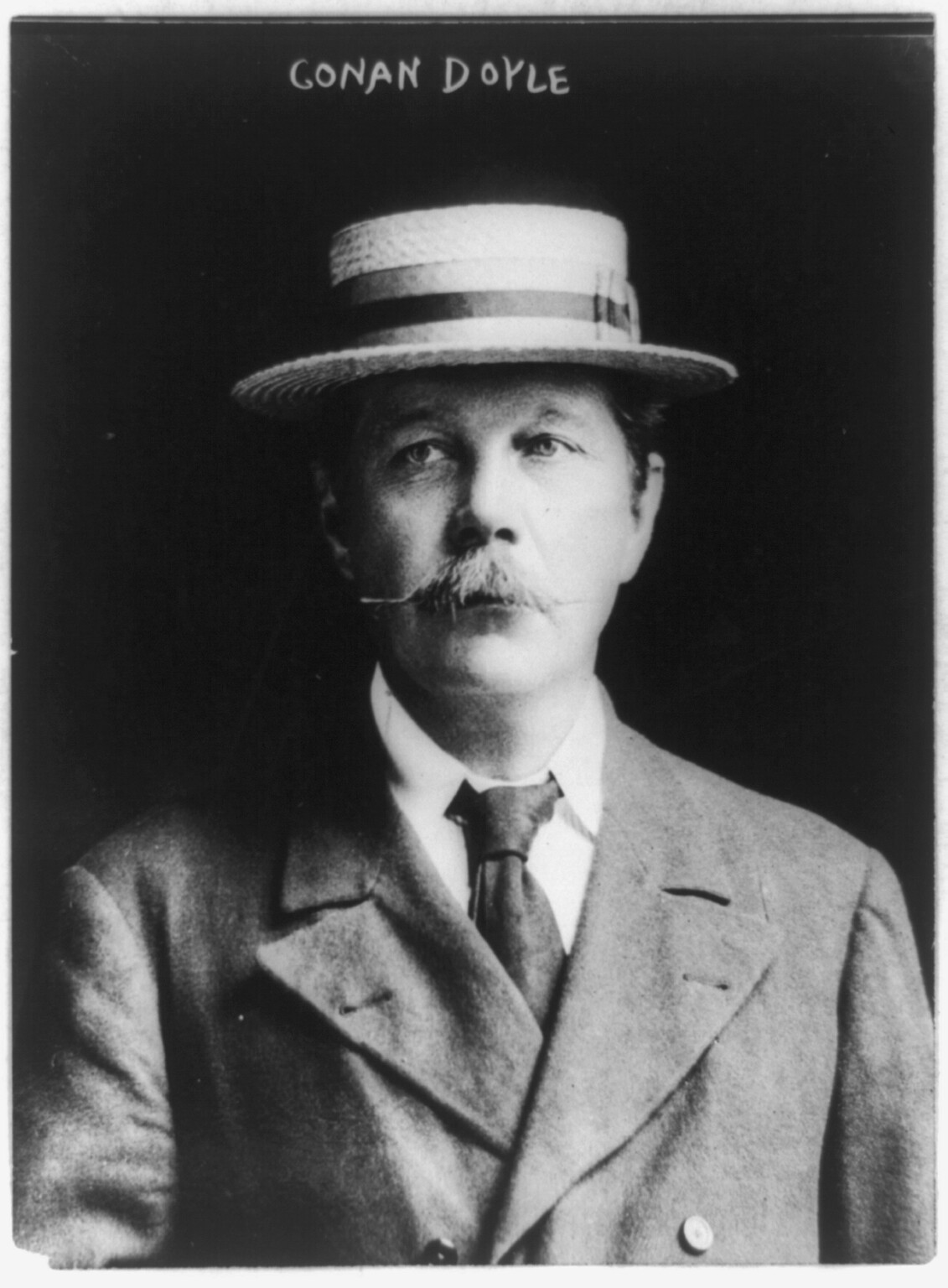
Arthur Conan Doyle 1913

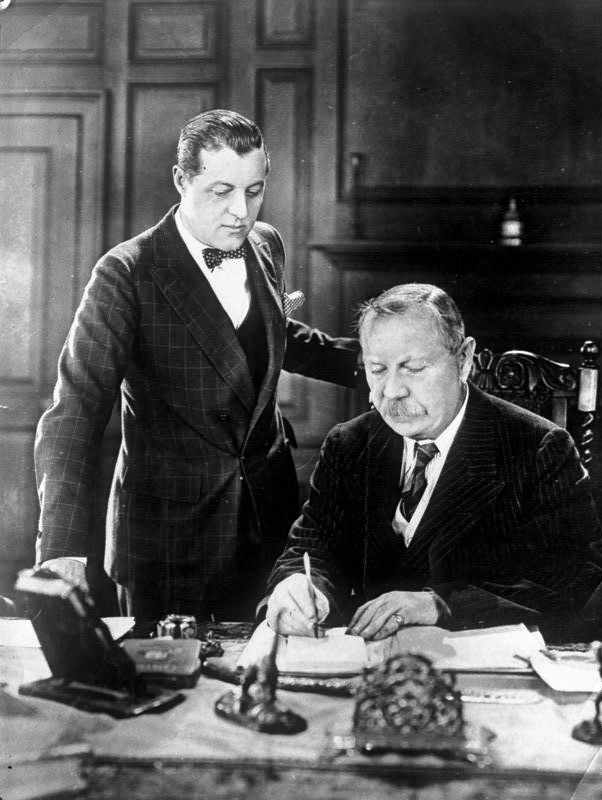
Arthur Conan Doyle (sitzend) mit seinem Sohn Adrian Doyle (1930)

Sir Arthur Ignatius Conan Doyle (* 22. Mai 1859 in Edinburgh, Schottland; † 7. Juli 1930 in Crowborough, Sussex, England) war ein britischer Arzt und Schriftsteller. Er verfasste die Abenteuer von Sherlock Holmes und dessen Freund Dr. Watson. Bekannt ist auch die Figur Challenger aus seinem Roman Die vergessene Welt, die als Vorlage für zahlreiche Filme und eine Fernsehserie diente.

## Leben

### Frühe Jahre
Arthur Conan Doyle wurde am 22. Mai 1859 im schottischen Edinburgh geboren. Seine Mutter hieß Mary, geb. Foley, und war Irin. Der Vater Charles Altamont Doyle, ein englischer, irischstämmiger Beamter aus aristokratischem Hause, ließ ihn Medizin an der Universität von Edinburgh studieren. Beide Eltern waren römisch-katholisch. In Edinburgh lernte er auch den berühmten schottischen Chirurgen Joseph Bell kennen, dessen Assistent er im Jahre 1878 wurde. Er besuchte außerdem die renommierten Jesuitenschulen Stonyhurst College bei Clitheroe in der englischen Grafschaft Lancashire und von 1875 bis 1876 Stella Matutina in Feldkirch in Österreich.
1880 reiste Doyle als Schiffsarzt auf dem Walfänger Hope in die Arktis, ein Jahr später auf der Mayumba nach Westafrika. Von 1882 bis 1890 führte er eine Arztpraxis in Southsea bei Portsmouth. In seiner Freizeit verfasste er auch schon erste literarische Werke. 1883 verfasste er in Portsmouth seinen ersten Roman, The Narrative of John Smith (s. u.), der jedoch unvollendet und unveröffentlicht blieb und erst 2011 publiziert wurde. 1887 veröffentlichte er die erste Geschichte über den Detektiv Sherlock Holmes und seinen Freund Dr. Watson: A Study in Scarlet (dt. Eine Studie in Scharlachrot).

### Schriftstellerei
Die deduktive und kriminalanalytische Methode ist bezeichnend für die Figuren Doyles. Er, selbst Arzt, dachte sich die Rolle des Dr. Watson zu. Sherlock Holmes stattete er mit Eigenschaften seines Lehrers an der Edinburgher Universität, Joseph Bell, aus. Die von Doyle in seinen Romanen beschriebenen Methoden der Kriminalistik, beispielsweise die Daktyloskopie, waren den Polizeimethoden ihrer Zeit voraus. Dies gilt insbesondere für die grundsätzlich wissenschaftlich orientierte Methodik bei der Verbrechensuntersuchung.
1890 erschien sein Roman The Firm of Girdlestone (1890), in dem er ein Bild seiner Heimatstadt Edinburgh im Zeitalter des Imperialismus zeichnete. Vater und Sohn Girdlestone & Co. betreiben einen lukrativen Afrikahandel mit schlecht instandgehaltenen Segelschiffen.
Im gleichen Jahr ging Doyle nach London. Ab 1891 konnte er seinen Lebensunterhalt durch die Schriftstellerei bestreiten, nachdem im selben Jahr die erste Detektiverzählung A Scandal in Bohemia (dt. Ein Skandal in Böhmen) im The Strand Magazine erschienen war.
1893 entschied Conan Doyle, das Leben seines Protagonisten Holmes zu beenden, da das regelmäßige Verfassen neuer Holmes-Geschichten zu viel seiner Zeit in Anspruch nahm und er seine schriftstellerische Arbeit auf andere Werke konzentrieren wollte. Es kam zu Protesten seines Publikums. Die Mutter des Schriftstellers, eine begeisterte Leserin der Geschichten, versuchte vergeblich, ihn von dem Vorhaben abzubringen. In der Erzählung The Final Problem (dt. Das letzte Problem) stürzt Sherlock im Kampf mit seinem Widersacher Professor Moriarty die Reichenbachfälle bei Meiringen in der Schweiz hinab und wird von Watson für tot erklärt.
Im selben Jahr wurde Doyle Meister in der Freimaurerloge Phoenix No. 257 in Portsmouth.
Mit historischen Romanen wie Rodney Stone, Sir Nigel und The White Company hatte Doyle weniger Erfolg, er selbst hielt sie für seine besten Arbeiten. Aus dieser Zeit stammen auch mystische Novellen wie The Parasite (1894) und Mystery of the Cloomber (1895).
Im Jahr 1899 ging Doyle nach Südafrika, um im Zweiten Burenkrieg ärztlichen Dienst zu tun und als Berichterstatter für verschiedene Zeitungen zu arbeiten. Für seine Propagandatätigkeit in seinem 1900 veröffentlichten Buch The Great Boer War (dt. Der große Burenkrieg) wurde er 1902 als Knight Bachelor geadelt.
Um 1900 erkrankte Doyle an Typhus und machte eine Reise nach Norfolk. Dort lernte er Fletcher Robinson kennen, der aus Devonshire kam und im Dartmoor aufgewachsen war. Robinson erzählte Doyle alte Legenden über seine Heimat, darunter einige Gruselgeschichten um einen Geisterhund. Diese inspirierten Doyle, einen Roman zu schreiben, in dem ein Geisterhund eine Familie bedroht. Doyle reiste ins Dartmoor, um die reale Atmosphäre einzufangen. Dort wurde ihm klar, dass er einen Helden in der Form eines Detektivs brauchte, der die mysteriösen Vorgänge untersuchte. Er entschloss sich, auf seine Figur Sherlock Holmes zurückzugreifen, obwohl er die Reihe 1893 für beendet erklärt hatte. Der Roman sollte demzufolge vor Holmes’ Tod in der letzten Kurzgeschichte spielen.
Der große Erfolg des 1901/1902 im Strand Magazine, 1902 als Buch erschienenen Romans The Hound of the Baskervilles (dt. oft Der Hund von Baskerville, eigentl. Der Hund der Baskervilles) veranlasste Doyle, Sherlock Holmes’ Tod in der auf den Roman folgenden Kurzgeschichte The Empty House (dt. Das leere Haus) von 1905 literarisch zu revidieren.
1902 veröffentlichte er zwei Bücher über den Burenkrieg, an dem er als Kriegsberichterstatter teilnahm. Dabei zeigte er zunächst offen imperialistische Neigungen.
Ab 1906 setzte er sich in mehreren Zeitungsartikeln erfolgreich für die Rehabilitierung des indischstämmigen Advokaten George Edalji ein, der zu Unrecht wegen Verstümmelung mehrerer Pferde, Schafe und Kühe verurteilt worden war und drei Jahre im Gefängnis verbracht hatte. Für den Plausibilitätsnachweis der Unschuld Edaljis bediente Doyle sich seiner medizinischen Kenntnisse.
Doyle hatte die Bekanntschaft des britisch-irischen Diplomaten Roger Casement gemacht, dessen Bericht über die katastrophalen Zustände im Kongo-Freistaat des belgischen Königs Leopold II. 1904 publiziert worden war. Nachdem sich die Zustände trotz Übergabe der königlichen Privatkolonie an den belgischen Staat nicht verbessert hatten, verfasste Doyle eine viel beachtete Streitschrift über Das Congoverbrechen, in der er den König als Hauptverantwortlichen bezeichnete.
In der folgenden Zeit erschuf Conan Doyle seine zweite sehr populäre Figur, Professor Challenger. Die vergessene Welt, in der sie zum ersten Mal auftaucht, wurde 1912 publiziert und wird als sein bekanntester Roman neben der Sherlock-Holmes-Reihe angesehen. Doyles während des Ersten Weltkriegs veröffentlichte Texte setzen sich teilweise kritisch mit dem Deutschland der damaligen Zeit auseinander. Im Oktober 1918, wenige Monate vor dem offiziellen Kriegsende, starb sein Sohn Kingsley an der Spanischen Grippe. Doyle begann sich daraufhin verstärkt Zukunftsromanen in der Tradition von Jules Verne sowie dem Spiritismus und Mystizismus zu widmen und unternahm dazu auch Vortragsreisen (u. a. in die USA und nach Südafrika).
Unter anderem machte er die sogenannten Feen von Cottingley bekannt, gefälschte Fotos von Feen, an deren Echtheit er fest glaubte, filmisch umgesetzt 1997 in Der Elfengarten. Für Schlagzeilen sorgte seine öffentliche Kontroverse mit dem Zauberkünstler Harry Houdini.  Die Freundschaft zwischen Doyle und Houdini zerbrach an zu unterschiedlichen Vorstellungen über den Spiritismus – Doyle akzeptierte diverse Medien als echt und glaubte, Houdini selbst habe übernatürliche Fähigkeiten, während Houdini nach eigener Aussage zeitlebens keine Séance erlebte, deren Effekte er nicht mit Zaubertricks hätte nachmachen können.
1927 erschien der letzte Sammelband mit Erzählungen vor Doyles Tod – The Casebook of Sherlock Holmes (dt. Sherlock Holmes’ Buch der Fälle).
Am 7. Juli 1930 starb Doyle im Alter von 71 Jahren infolge eines Herzinfarkts in Windlesham, seinem Anwesen im Gebiet der Ortschaft Crowborough, Sussex.
Der Schriftsteller war zweimal verheiratet, von 1885 bis zu ihrem Tod 1906 mit Louisa (Louise) „Touie“ Hawkins und von 1907 bis zu seinem Tod mit Jean Leckie. Aus seiner ersten Ehe stammten seine Kinder Kingsley und Mary, aus seiner zweiten die Söhne Denis, Adrian und Tochter Jean, genannt „Billie“. Doyle wurde am 11. Juli 1930 auf seinem Grundstück neben der Gartenhütte, die er sich als Schreibraum hatte errichten lassen, beigesetzt. Seine Frau fand nach ihrem Tod 1940 ihre Ruhestätte neben ihrem Mann. Nachdem das Grundstück 1955 verkauft worden war, wurden die sterblichen Überreste des Paares auf den All Saints Churchyard der All Saints Church des kleinen Ortes Minstead unter eine alte Eiche umgebettet. Das Grab ist bis heute dort erhalten.

### Sportler und Sportreporter

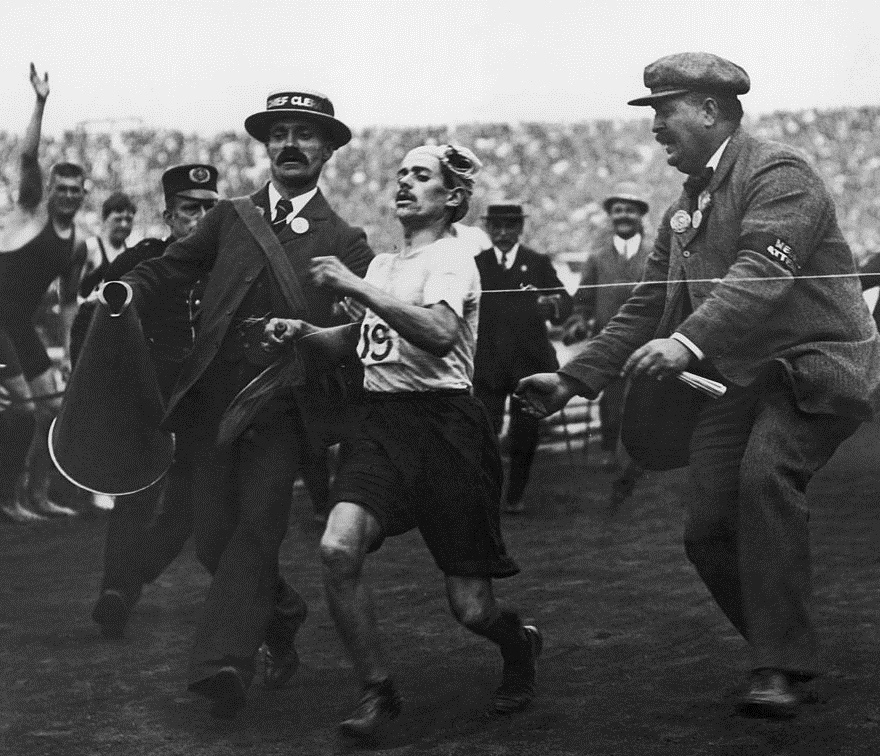
Zieleinlauf von Dorando Pietri, links der Kampfrichter Jack Andrew, rechts der Arzt Dr. Michael Bulger

Im März 1893 war Doyle der erste Brite, der eine Tagestour im Skilanglauf absolvierte. In Erinnerung an diese Leistung benannte das UK Antarctic Place-Names Committee im Jahr 1959 den Doyle-Gletscher in der Antarktis nach ihm.
Am 23. März 1894 überquerte er in einem gewagten Unternehmen auf Skiern die Maienfelder Furgga von Davos nach Arosa, wobei er von zwei Einheimischen, den Brüdern Tobias und Johann Branger, begleitet wurde. Das Ereignis trug dazu bei, den Skisport in England zu popularisieren. Es wurde gut hundert Jahre später vom ORF in einem Fernsehfilm nachgestellt, basierend auf Conan Doyles Artikel An Alpine Pass on ’Ski’, veröffentlicht im Strand Magazine im Dezember 1894.
Doyle spielte Fußball als Torwart für den Amateurverein Portsmouth Association Football Club. Er verwendete hierbei das Pseudonym A.C. Smith. Er war auch ein begeisterter Cricketspieler und wurde zwischen 1899 und 1907 zehnmal vom berühmten Marylebone Cricket Club (MCC) in der ersten Mannschaft eingesetzt. Als Golfspieler war er 1910 Mannschaftskapitän des Crowborough Beacon Golf Club, East Sussex. Er initiierte auch den Bau des Golfplatzes in Davos während seiner Aufenthalte dort 1893–1895.
Bei den Olympischen Spielen 1908 in London berichtete Arthur Conan Doyle für die Zeitung Daily Mail über den Marathonlauf. Dorando Pietri hatte als erster das Ziel erreicht, doch da Kampfrichter und Ärzte ihm über die Ziellinie halfen, wurde der Läufer disqualifiziert. Doyles ausführlicher und emotionaler Bericht in der Daily Mail vom 25. Juli 1908 über den Zieleinlauf des geschwächten Italieners und ein gleichzeitig mit seinem Artikel veröffentlichter Leserbrief, in dem Doyle zu Spenden für Pietri aufrief, sind die Grundlage eines der bekanntesten Mythen der modernen Olympischen Spiele.
Doyles großes Engagement führte zu der weit verbreiteten, aber unwahren Legende, Doyle selbst habe Pietri über die Ziellinie geholfen. Dr. Michael Bulger, der auf einem Foto als Helfer zu sehen ist, wurde hierbei oft für Doyle gehalten.

## Erinnerungskultur

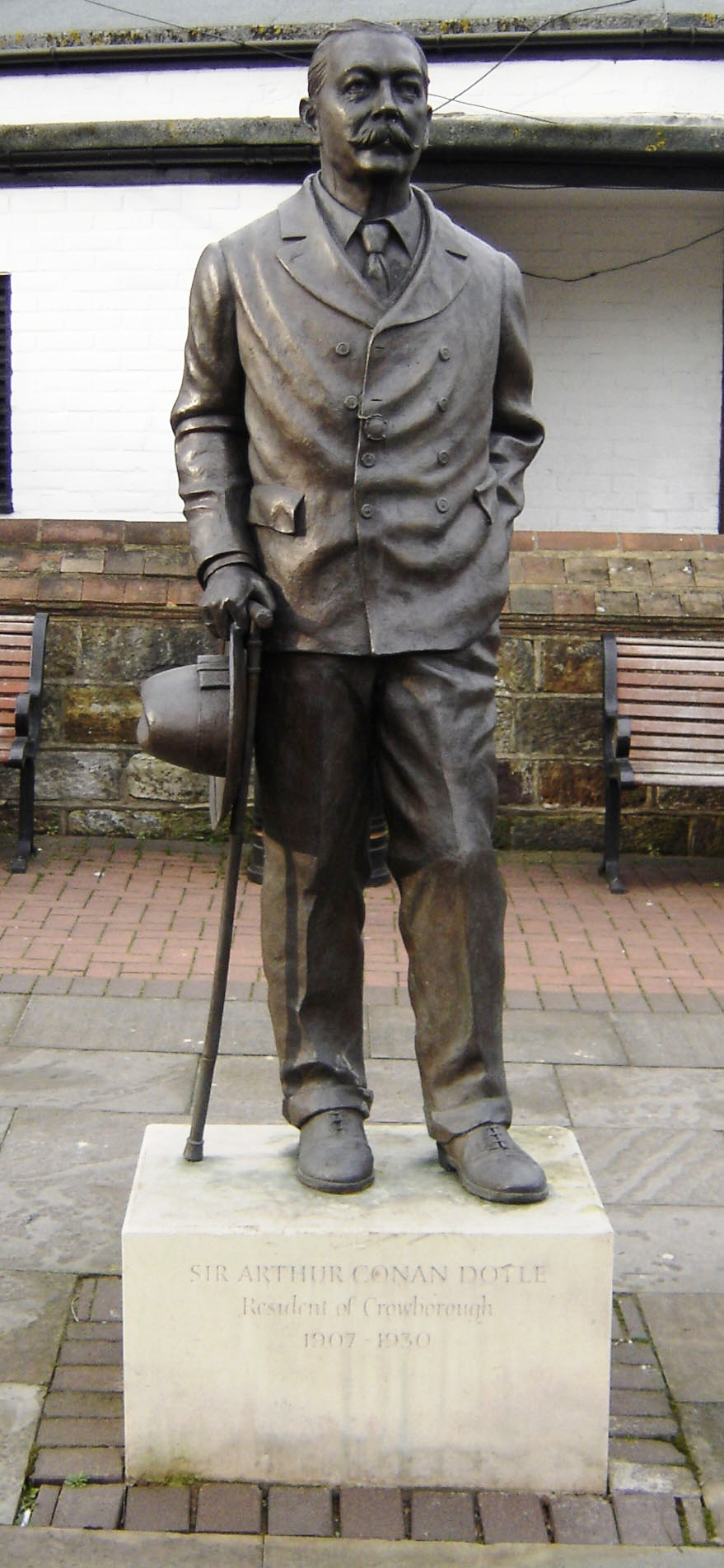
Statue von Conan Doyle in Crowborough

Seit dem 14. April 2001 steht am Cloke’s Corner in Crowborough ein Denkmal für Arthur Conan Doyle. Die Bronzestatue wurde vom Bildhauer David Cornell geschaffen und durch den Conan Doyle Statue Trust mit Zuschüssen des Town Council Crowborough und privaten Spenden finanziert. Zur Finanzierung des Bronzegusses hatte Cornell eine limitierte Serie eines verkleinerten Modells gießen lassen.
2023 wurde die Froschart Caligophryne doylei aus Venezuela nach Conan Doyle benannt.

## Werke (Auswahl)
Sherlock Holmes
→ Auflistung der Sherlock-Holmes-Romane und -Erzählungen siehe Sherlock-Holmes-Medien
Detektivgeschichten (ohne Sherlock Holmes)
- The story of the Lost Special. 1898 (dt. Der verschollene Zug)
- The story of the man with the watches. 1898 (dt. Die Geschichte des Mannes mit den Uhren)

Professor Challenger
- The Lost World. 1912 (dt. Die vergessene Welt / Die verlorene Welt / Der streitbare Professor)
- The Poison Belt. 1913 (dt. Im Giftstrom / Das Ende der Welt)
- The Land of Mist. 1926 (dt. Das Nebelland)
- When the World Screamed. 1928 (Geschichte, dt. Die Erde schreit / Als die Erde schrie)
- The Disintegration Machine. 1929 (Geschichte, The Man Who Would Wreck the World, dt. Die Desintegrationsmaschine)

Historische Romane
- Micah Clarke. 1888
- The White Company. 1891 (dt. White Company. Übersetzt von Nadine Erler. Verlag 28 Eichen, Barnstorf 2017).
- The Great Shadow. 1892
- The Refugees. 1893
- Rodney Stone. 1896 (dt. Rodney Stone. Verlag 28 Eichen, Barnstorf 2015.)
- Uncle Bernac: A Memory of the Empire. 1897 (dt. Napoleon Bonaparte – Aufzeichnungen eines französischen Edelmannes. Verlag F. Moeser Nachf., Leipzig/Berlin 1920)
- Sir Nigel. 1906 (dt. Sir Nigel. Übersetzt von Nadine Erler. Verlag 28 Eichen, Barnstorf 2014.)

Essays
- The War in South Africa: Its Cause and Conduct. 1902
- The Case of Oscar Slater. 1908

Sachbücher
- The Great Boer War. Smith, Elder, London 1900. Archive
- The Crime of the Congo., Doubleday, Page & Co. New York 1909. Archive, deutsche Fassung Das Congoverbrechen. i. A.[21]
- The History of Spiritualism. 1926

Weitere Werke (Auswahl)
Abenteuerromane:
- The Mystery of Cloomber. 1888
- Abenteuer des Brigadier Gerard, im Sommer 1907 veröffentlicht als Fortsetzungsroman im Hannoverschen Courier

Erzählungen für junge Leser:
- The Mystery of Sasassa Valley. 1879 (dt. Das Geheimnis von Sasassa Valley)
- The mystery of uncle Jeremys household. 1887 (dt. Das Geheimnis um Onkel Jeremys Haushalt)

Mystische Erzählungen:
- J. Habakuk Jephson's Statement. 1884 (dt. Variation um das Geheimnis der Mary Celeste)
- The Parasite. 1894

Autobiografische Werke:
- Memories and Adventures. 1924, (dt. Erinnerungen und Abenteuer – Eine Autobiographie. Verlag 28 Eichen, Barnstorf 2017)
- Dangerous Work. Diary of an Arctic Adventure. 2012. (dt. „Heute dreimal ins Polarmeer gefallen“ – Tagebuch einer arktischen Reise)